# NGC 4619
NGC 4619 est une galaxie spirale barrée située dans la constellation des Chiens de chasse. Sa vitesse par rapport au fond diffus cosmologique est de 7 176 ± 18 km/s, ce qui correspond à une distance de Hubble de 105,8 ± 7,4 Mpc (∼345 millions d'al). NGC 4619 a été découverte par l'astronome germano-britannique William Herschel en 1785.
La classe de luminosité de NGC 4619 est II et elle présente une large raie HI. C'est aussi une galaxie active de type Seyfert 1. De plus, c'est une galaxie du champ, c'est-à-dire qu'elle n'appartient pas à un amas ou un groupe et qu'elle est donc gravitationnellement isolée.
À ce jour, une quinzaine de mesures non basées sur le décalage vers le rouge (redshift) donnent une distance de 101,713 ± 14,650 Mpc (∼332 millions d'al), ce qui est à l'intérieur des valeurs de la distance de Hubble.